# يافث كوتو
يافث كوتو (بالإنجليزية: Yaphet Kotto)‏، من مواليد 15 نوفمبر 1939م، هو ممثل أمريكي أفريقي، شارك في عدة أفلام ومنها فيلم «فضائي» عام 1979م.

## وصلة خارجية
- يافث كوتو على موقع IMDb (الإنجليزية)
- يافث كوتو على موقع الموسوعة البريطانية (الإنجليزية)
- يافث كوتو على موقع روتن توميتوز (الإنجليزية)
- يافث كوتو على موقع ألو سيني (الفرنسية)
- يافث كوتو على موقع ميوزك برينز (الإنجليزية)
- يافث كوتو على موقع تيرنر كلاسيك موفيز (الإنجليزية)
- يافث كوتو على موقع أول موفي (الإنجليزية)
- يافث كوتو على موقع قاعدة بيانات برودواي على الإنترنت (الإنجليزية)
- يافث كوتو على موقع قاعدة بيانات الأفلام السويدية (السويدية)
- يافث كوتو على موقع إن إن دي بي (الإنجليزية)